# عبدالکریم جیلی

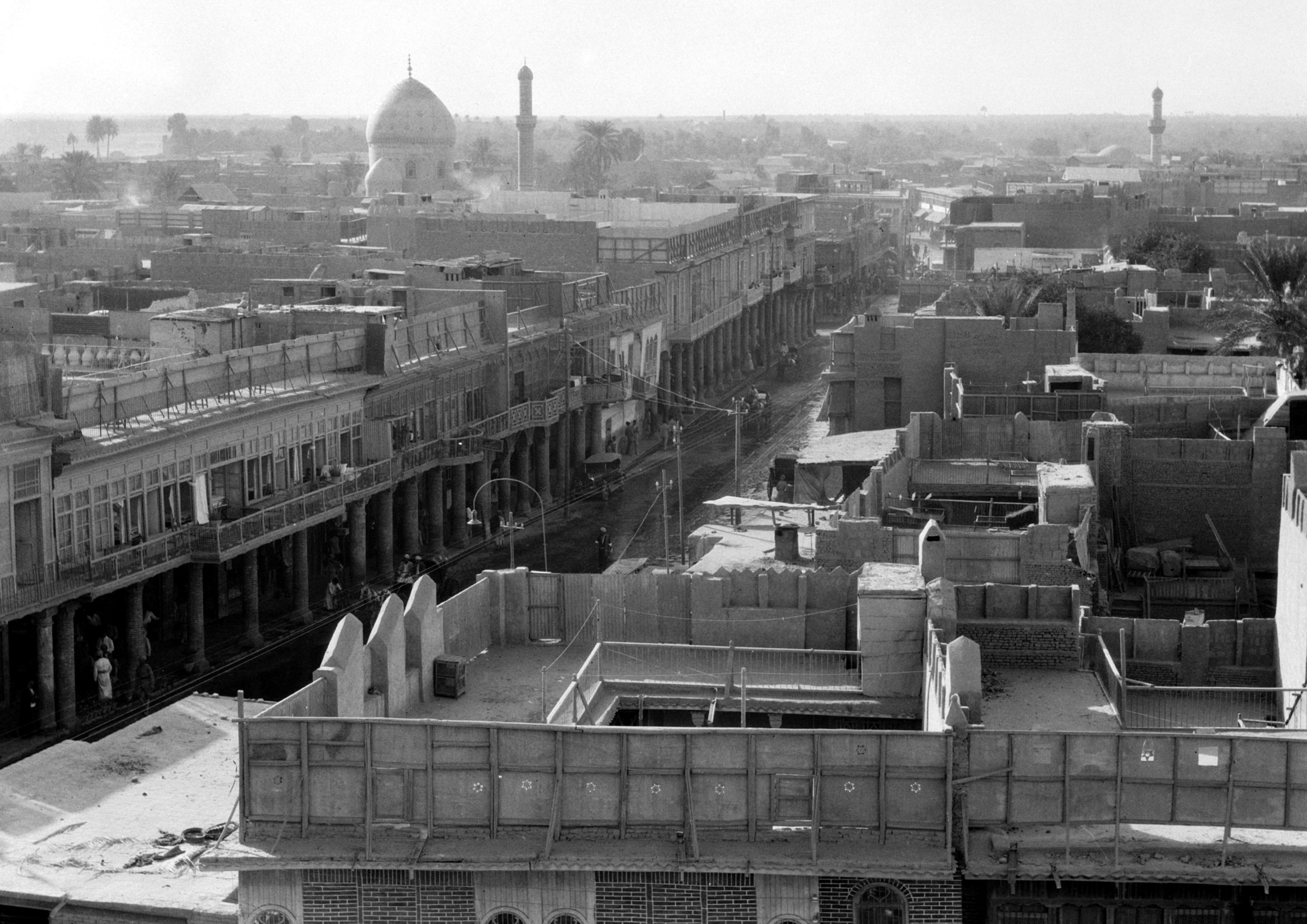
مقبره عبدالکریم جیلی یا جیلانی یا گیلانی (۷۶۷–۸۲۶ قمری) از صوفیان و نویسندگان قرن هشتم و نهم.

عبدالکریم جیلی یا جیلانی یا گیلانی (۷۶۷–۸۲۶ قمری) از صوفیان و نویسندگان قرن هشتم و نهم است.

## زادگاه
وی در اول محرم سال ۷۶۷ قمری متولد شد.
دربارهٔ زادگاه جیلی اختلاف‌نظر وجود دارد.
عموم پژوهشگران به نسخه خطی قابَ قوسین و ملتقی‌الناموسین اشاره می‌کنند که در آن جیلی خود را چنین معرفی کرده‌است: «عبدالکریم بن ابراهیم بن عبدالکریم بن خلیفه بن احمد بن محمود، الکیلانی نسباً، البغدادی اصلاً، الربیعی عرباً، الصوفی حسباً».
اینکه جیلی خود را اصالتاً بغدادی و از حیث نسب گیلانی دانسته، موجب شده‌است تا دربارهٔ زادگاه او دو نظر مطرح شود: گولدتسیهر وی را منتسب به جیل، روستایی در حوالی بغداد، دانسته. است.
نیکلسون و، به تبع وی، کوربن و همچنین علامه حسن‌زاده آملی نسبت جیلی را به گیلان، استان شمالی ایران، می‌رسانند.
غُنَیمی، با ذکر دلایلی، قاطعانه یمن را زادگاه جیلی دانسته‌است.

## سفر به ایران
عبدالکریم جیلی در جوانی به ایران و سپس هند رفت و زبان فارسی را در ایران آموخت.

## تالیفات
وی دارای کتاب‌های بسیاری است که بیش از همه الانسان الکامل وی معروف است که به فارسی ترجمه شده و مرتضی مطهری در کتاب انسان کامل از آن یاد می‌کند و تیتوس بورکهارت هم آن را به فرانسه ترجمه کرده‌است. جیلی همچنین کتابی با نام الناموس الاعظم دارد که در بیست جلد است و جلد ۱۲ آن را که نسیم السحر نام دارد، قاسم طهرانی در بیروت چاپ کرده‌است.
همچنین ۱۹ جلد کتاب در تفسیر خواص حروف بِسْمِ ٱللَّٰهِ ٱلرَّحْمٰنِ ٱلرَّحِیمِ (۱۹ حرف) نگاشته‌است.

## درگذشت
عبدالکریم جیلی در سال ۸۲۶ قمری در ۵۹ سالگی درگذشت.